# Pantichium
Pantichium (în greacă veche Παντίχιον) a fost un oraș grec antic din Bitinia, Asia Mică, în actualul teritoriu al Republicii Turcia. Urba se afla pe drumul dintre Libyssa și Calcedon, imediat la sud-vest de acesta din urmă, pe malul Mării Marmara. Ruinele sale se găsesc pe teritoriul municipiu Pendik.